# Nicole Kneller
Nicole Kneller (* 19. Januar 1977 in Kaiserslautern) ist eine deutsche Sommerbiathletin in den Disziplinen Luftgewehr- und Kleinkalibergewehr-Crosslaufwettkämpfen.
Nicole Kneller aus Ramstein-Miesenbach startet für den SV Edelweiß Steinwenden. Die Ärztin wird von Hans-Ulrich Spengler und Erich Schmidt trainiert. Sie gewann bei den Deutschen Meisterschaften im Sommerbiathlon 2008 in Bayerisch Eisenstein sowohl beide Einzeltitel im Sprint und Massenstart in den Luftgewehr-Wettbewerben, wie auch den Massenstart im Kleinkalibergewehr. Im Sprint mit dem Kleinkaliber musste sie sich einzig Monika Liedtke geschlagen geben. Damit war sie erfolgreichste Teilnehmerin an diesen nationalen Titelkämpfen. Auch bei der DM 2009 in Zinnwald konnte Kneller wieder Medaillen gewinnen. Im Klainkaliber-Sprint wurde sie hinter Judith Wagner, im Luftgewehr-Sprint hinter Anita Cruchten Vizemeisterin.